# 라이크 크레이지
《라이크 크레이지》(Like Crazy)는 2011년에 공개된 드레이크 도리머스가 감독을 맡은 미국의 로맨틱 드라마 영화이며, 안톤 옐친, 펄리시티 존스, 제니퍼 로렌스등이 출연했다. 도리머스와 벤 요크 존스가 각본을 쓴 이 영화는 미국인 대학생 제이컵 (안톤 옐친)과 사랑에 빠진 영국인 교환 학생 애나(펄리시티 존스)가 그녀의 학생 비자보다 오래 미국에 머물면서 재입국을 거부당하며 떨어지게 된 이야기를 다루고 있다.
도리머스는 자신은 로스엔젤레스에 있던 반면 런던에 거주하던 여성과의 장거리 연애의 경험을 영화에 부분적으로 배경으로 했다. 전형적인 각본 형식보다는 그와 요크 존스는 영화 시나리오의 50 페이지 가량이 배우들이 대부분 즉흥적인 방식의 대화를 통해 엮어져 만들어졌다. 로스엔젤레스와 런던에서 4주간의 기간과 250,000 달러의 비용으로 촬영되었다.
2011년 1월 22일 선댄스 영화제에서 초연되었고, 심사단 평가상을 수상했다. 2011년 10월 28일 극장에서 개봉되었고 370만 달러가 넘는 수익을 거뒀다. 영화를 본 사람들 중 일부는 플롯의 비현실성과 부자연스러움을 지적하긴 했지만, 대부분은 특히 옐친과 존스의 연기를 극찬하며 긍정적인 평가를 주었다.

## 출연
- 안톤 옐친 - 제이컵 매슈 헴
- 펄리시티 존스 - 애나 마리아 가드너
- 제니퍼 로렌스 - 사만다
- 찰리 뷸리 - 사이먼
- 피놀라 휴스 - 리즈
- 올리버 뮤어헤드 - 버나드 가드너
- 앨릭스 킹스턴 - 재키 가드너
- 킬리 하젤 - 사비나
- 크리스 메시나 - 마이크 애플트리
- 벤 요크 존스 - 로스
- 제이미 토마스 킹 - 엘리엇